# Mistrzostwa świata do lat 18 w hokeju na lodzie mężczyzn 2017/III Dywizja
Mistrzostwa Świata do lat 18 w Hokeju na Lodzie Mężczyzn III Dywizji 2017 odbyły się w dwóch państwach: w tajwańskim Tajpej oraz w mieście Meksyk. Zawody rozegrano:
- dla grupy A: 21-27 marca 2017
- dla grupy B: 17-19 marca 2017.

W mistrzostwach drugiej dywizji uczestniczyło 9 zespołów, które zostały podzielone na dwie grupy  – w grupie A 6 zespołów, w grupie B trzy ekipy. Rozegrały one mecze systemem każdy z każdym. Zwycięzca turnieju grupy A awansował do mistrzostw świata II dywizji gr. B w 2018 roku, ostatni zespół grupy A spadł do grupy B, zastępując zwycięzcę turnieju grupy B.
Hale, w których rozgrywano spotkania:
- Annex Ice Rink (Tajpej)
- Ice Dome (Meksyk)

## Grupa A
Sędziowie główni
| - Stefan Hogarth - Jevgenijs Griskevics - Jeronimus den Ridder - Bartosz Kaczmarek | Liniowi: - Maarten Van den Acker - Dustin McCrank - Simone Mischiatti - Shunsuke Ichikawa - Laurynas Stepankevicius - Nick Verbruggen - Jonathan Burger |

Wyniki

Godziny podane w czasach lokalnych (UTC+08:00)
| 21 marca 2017 | Bułgaria | 0:6 | Chiny | Annex Ice Rink, Tajpej |

| Szczegóły      | Szczegóły | Szczegóły       | Szczegóły | Szczegóły |
| -------------- | --------- | --------------- | --------- | --------- |
| Godzina: 13:00 |           | (0:6, 0:0, 0:0) |           |           |

| 21 marca 2017 | Nowa Zelandia | 2:8 | Izrael | Annex Ice Rink, Tajpej |

| Szczegóły      | Szczegóły | Szczegóły       | Szczegóły | Szczegóły |
| -------------- | --------- | --------------- | --------- | --------- |
| Godzina: 16:30 |           | (0:2, 0:3, 2:3) |           |           |

| 21 marca 2017 | Turcja | 1:8 | Chińskie Tajpej | Annex Ice Rink, Tajpej |

| Szczegóły      | Szczegóły | Szczegóły       | Szczegóły | Szczegóły |
| -------------- | --------- | --------------- | --------- | --------- |
| Godzina: 20:00 |           | (0:3, 0:0, 1:5) |           |           |

| 22 marca 2017 | Turcja | 3:9 | Bułgaria | Annex Ice Rink, Tajpej |

| Szczegóły      | Szczegóły | Szczegóły       | Szczegóły | Szczegóły |
| -------------- | --------- | --------------- | --------- | --------- |
| Godzina: 13:00 |           | (1:2, 2:3, 0:4) |           |           |

| 22 marca 2017 | Chiny | 3:0 | Izrael | Annex Ice Rink, Tajpej |

| Szczegóły      | Szczegóły | Szczegóły       | Szczegóły | Szczegóły |
| -------------- | --------- | --------------- | --------- | --------- |
| Godzina: 16:30 |           | (1:0, 2:0, 0:0) |           |           |

| 22 marca 2017 | Chińskie Tajpej | 3:2 pd. | Nowa Zelandia | Annex Ice Rink, Tajpej |

| Szczegóły      | Szczegóły | Szczegóły            | Szczegóły | Szczegóły |
| -------------- | --------- | -------------------- | --------- | --------- |
| Godzina: 20:00 |           | (0:0, 2:1, 0:1, 1:0) |           |           |

| 24 marca 2017 | Turcja | 12:5 | Nowa Zelandia | Annex Ice Rink, Tajpej |

| Szczegóły      | Szczegóły | Szczegóły       | Szczegóły | Szczegóły |
| -------------- | --------- | --------------- | --------- | --------- |
| Godzina: 13:00 |           | (3:1, 5:2, 4:2) |           |           |

| 24 marca 2017 | Bułgaria | 0:3 | Izrael | Annex Ice Rink, Tajpej |

| Szczegóły      | Szczegóły | Szczegóły       | Szczegóły | Szczegóły |
| -------------- | --------- | --------------- | --------- | --------- |
| Godzina: 16:30 |           | (0:3, 0:0, 0:0) |           |           |

| 24 marca 2017 | Chiny | 4:0 | Chińskie Tajpej | Annex Ice Rink, Tajpej |

| Szczegóły      | Szczegóły | Szczegóły       | Szczegóły | Szczegóły |
| -------------- | --------- | --------------- | --------- | --------- |
| Godzina: 20:00 |           | (3:0, 0:0, 1:0) |           |           |

| 25 marca 2017 | Nowa Zelandia | 0:12 | Chiny | Annex Ice Rink, Tajpej |

| Szczegóły      | Szczegóły | Szczegóły       | Szczegóły | Szczegóły |
| -------------- | --------- | --------------- | --------- | --------- |
| Godzina: 13:00 |           | (0:4, 0:3, 0:5) |           |           |

| 25 marca 2017 | Izrael | 6:2 | Turcja | Annex Ice Rink, Tajpej |

| Szczegóły      | Szczegóły | Szczegóły       | Szczegóły | Szczegóły |
| -------------- | --------- | --------------- | --------- | --------- |
| Godzina: 16:30 |           | (3:0, 2:1, 1:1) |           |           |

| 25 marca 2017 | Chińskie Tajpej | 4:2 | Bułgaria | Annex Ice Rink, Tajpej |

| Szczegóły      | Szczegóły | Szczegóły       | Szczegóły | Szczegóły |
| -------------- | --------- | --------------- | --------- | --------- |
| Godzina: 20:00 |           | (0:2, 1:0, 3:0) |           |           |

| 27 marca 2017 | Chiny | 11:1 | Turcja | Annex Ice Rink, Tajpej |

| Szczegóły      | Szczegóły | Szczegóły       | Szczegóły | Szczegóły |
| -------------- | --------- | --------------- | --------- | --------- |
| Godzina: 13:00 |           | (4:1, 2:0, 5:0) |           |           |

| 27 marca 2017 | Bułgaria | 7:2 | Nowa Zelandia | Annex Ice Rink, Tajpej |

| Szczegóły      | Szczegóły | Szczegóły       | Szczegóły | Szczegóły |
| -------------- | --------- | --------------- | --------- | --------- |
| Godzina: 16:30 |           | (1:1, 2:1, 4:0) |           |           |

| 27 marca 2017 | Izrael | 4:1 | Chińskie Tajpej | Annex Ice Rink, Tajpej |

| Szczegóły      | Szczegóły | Szczegóły       | Szczegóły | Szczegóły |
| -------------- | --------- | --------------- | --------- | --------- |
| Godzina: 20:00 |           | (1:0, 2:0, 1:1) |           |           |

Tabela
| Lp | Zespół          | M | Pkt | Z | Zd | Pd | P | G+ | G- | +/- |
| -- | --------------- | - | --- | - | -- | -- | - | -- | -- | --- |
| 1. | Chiny           | 5 | 15  | 5 | 0  | 0  | 0 | 36 | 1  | +35 |
| 2. | Izrael          | 5 | 12  | 4 | 0  | 0  | 1 | 21 | 8  | +13 |
| 3. | Chińskie Tajpej | 5 | 8   | 2 | 1  | 0  | 2 | 16 | 13 | +3  |
| 4. | Bułgaria        | 5 | 6   | 2 | 0  | 0  | 3 | 18 | 18 | 0   |
| 5. | Turcja          | 5 | 3   | 1 | 0  | 0  | 4 | 19 | 39 | −20 |
| 6. | Nowa Zelandia   | 5 | 1   | 0 | 0  | 1  | 4 | 11 | 42 | −31 |

      = awans do II dywizji, grupy B       = spadek do III dywizji, grupy B
Statystyki indywidualne
- Klasyfikacja strzelców:
- Klasyfikacja asystentów:
- Klasyfikacja kanadyjska:
- Klasyfikacja +/-:
- Klasyfikacja skuteczności interwencji bramkarzy:
- Klasyfikacja średniej goli straconych na mecz bramkarzy:

Nagrody indywidualne
Dyrektoriat turnieju wybrał trójkę najlepszych zawodników na każdej pozycji:
- Bramkarz:
- Obrońca:
- Napastnik:

## Grupa B
Sędziowie główni
| - Fraser Lawrence - Sean Fernandez | Liniowi - Kelsey Mahoney - Sem Ramirez - Ryan Madsen |

Wyniki

Godziny podane w czasach lokalnych (UTC-06:00)
| 17 marca 2017 | Hongkong | 1:11 | Meksyk | Ice Dome, Meksyk |

| Szczegóły      | Szczegóły | Szczegóły       | Szczegóły | Szczegóły |
| -------------- | --------- | --------------- | --------- | --------- |
| Godzina: 20:30 |           | (0:3, 1:3, 0:5) |           |           |

| 18 marca 2017 | Południowa Afryka | 2:3 | Hongkong | Ice Dome, Meksyk |

| Szczegóły      | Szczegóły | Szczegóły       | Szczegóły | Szczegóły |
| -------------- | --------- | --------------- | --------- | --------- |
| Godzina: 20:00 |           | (1:1, 0:0, 1:2) |           |           |

| 19 marca 2017 | Meksyk | 7:2 | Południowa Afryka | Ice Dome, Meksyk |

| Szczegóły      | Szczegóły | Szczegóły       | Szczegóły | Szczegóły |
| -------------- | --------- | --------------- | --------- | --------- |
| Godzina: 19:00 |           | (3:0, 2:2, 2:0) |           |           |

Tabela
| Lp | Zespół            | M | Pkt | Z | Zd | Pd | P | G+ | G- | +/- |
| -- | ----------------- | - | --- | - | -- | -- | - | -- | -- | --- |
| 1. | Meksyk            | 2 | 6   | 2 | 0  | 0  | 0 | 18 | 3  | +15 |
| 2. | Hongkong          | 2 | 3   | 1 | 0  | 0  | 1 | 4  | 13 | −9  |
| 3. | Południowa Afryka | 2 | 0   | 0 | 0  | 0  | 2 | 4  | 10 | −6  |

      = awans do II dywizji, grupy A
Statystyki indywidualne
- Klasyfikacja strzelców:
- Klasyfikacja asystentów:
- Klasyfikacja kanadyjska:
- Klasyfikacja +/-:
- Klasyfikacja skuteczności interwencji bramkarzy:
- Klasyfikacja średniej goli straconych na mecz bramkarzy:

Nagrody indywidualne
Dyrektoriat turnieju wybrał trójkę najlepszych zawodników na każdej pozycji:
- Bramkarz:
- Obrońca:
- Napastnik: